# Слёзкин, Юрий Алексеевич
Юрий Алексеевич Слёзкин (5 [17] октября 1890, Санкт-Петербург — 27 апреля 1977, Буэнос-Айрес) — русский офицер, писатель, мемуарист, публицист монархического направления.

## Биография
Юрий Слёзкин происходил из дворян Черниговской губернии. Сын офицера гвардейской конной артиллерии, генерал-лейтенанта (1907) Алексея Михайловича Слёзкина.
Окончил 1-ю Харьковскую гимназию (1910) и Елисаветградское кавалерийское училище (1912). Служил в 1-м эскадроне 10-го гусарского Ингерманландского полка. С ноября 1913 года временно исправлял должность старшего адъютанта штаба 10-й кавалерийской дивизии.
Участник Первой мировой войны в рядах своего полка. Участвовал в кавалерийском бою у Ярославиц. В апреле 1915 года получил два ранения. За время войны был удостоен шести боевых орденов и Георгиевского оружия. К 1918 году имел чин штабс-ротмистра.
С августа 1918 года — в Добровольческой армии, исправляющий должность старшего адъютанта штаба 1-й конной дивизии, командир эскадрона, а затем дивизиона своего полка. С 6 ноября 1919 года — старший адъютант штаба 1-й Терской казачьей дивизии, с декабря 1919 по март 1920 года — исправляющий должность начальника штаба той же дивизии. Эвакуировался в Крым, после чего служил в Русской армии Врангеля. С 10 августа 1920 года — старший адъютант штаба 1-й кавалерийской дивизии, до эвакуации из Крыма.
В эмиграции в Галлиполи, затем — в Югославии, а с 1947 года — в Аргентине, где сотрудничал с православно-монархическим журналом «Владимирский вестник». Скончался в Буэнос-Айресе в 1977 году.

## Награды
- орден Святого Станислава 3-й степени с мечами и бантом (Высочайший приказ 23 января 1915)
- орден Святой Анны 4-й степени с надписью «За храбрость» (Высочайший приказ 1 февраля 1915)
- орден Святого Владимира 4-й степени с мечами и бантом (Высочайший приказ 30 июня 1915)
- орден Святой Анны 3-й степени с мечами и бантом (приказ 8-й армии, утверждено Высочайшим приказом 17 января 1916)
- орден Святого Станислава 2-й степени с мечами (Высочайший приказ 2 сентября 1915)
- орден Святой Анны 2-й степени с мечами (Высочайший приказ 2 сентября 1915)
- Георгиевское оружие (Высочайший приказ 28 августа 1916)

За то, что в ночь с 24-го на 25-е мая 1916 года, вызвавшись охотником в разъезд, с командой в 20 нижних чинов, переправившись вплавь, в 1200 шагах от укрепленной позиции противника, через р. Прут, проник глубоко в тыл в его расположение, достиг д. Луковице, лежащей в 7-ми верстах за линией окопов неприятеля, где под сильным огнем, с явной опасностью быть окруженным и отрезанным, добыл и доставил в полк ряд важных сведений о группировке австрийских войск.

## Сочинения
- Голубые гусары: очерки и рассказы. — Буэнос-Айрес, 1953. — 36 с.
- «Три встречи» и другие рассказы. — Буэнос-Айрес, 1956. — 56 с.
- Две семьи: повесть. — Буэнос-Айрес, 1961. — 77 с.
- Летопись пережитых годов. — Буэнос-Айрес, 1975. — 167 с.
- Февральская революция и армия. Речь Полковника Ю. А. Слёзкина по случаю 40-летнего вынужденного отречения Государя Императора Николая II